# John M. Jackson
John Murice Jackson, född 1 juni 1950 i Baton Rouge, Louisiana, är en amerikansk skådespelare. 
Jackson är mest känd från TV-serien På heder och samvete (engelska: JAG), där han under nio säsonger, från 1996 till 2004, spelade rollen som Amerikanska flottans generalauditör tillika f.d. Navy SEAL konteramiral A.J. Chegwidden. Jackson har gästspelat som samma rollfigur i spinoffserien NCIS samt i NCIS: Los Angeles.

## Biografi
Jackson tog examen från University of Texas at Austin och arbetade som lärare vid LBJ High School i Austin innan han blev skådespelare på heltid och flyttade till Los Angeles.

## Filmografi (urval)
- 2010 - CSI: Crime Scene Investigation (gästroll)
- 2008 - Grey's Anatomy (gästroll)
- 2008 - Jericho (gästroll)
- 2005-2006 - Bones (TV-serie) (6 avsnitt)
- 2005 - Ghost Whisperer (gästroll)
- 1996-2004 - På heder och samvete (TV-serie) (188 avsnitt)
- 1996 – The Glimmer Man
- 1996 - Dark Skies (gästroll)
- 1993 – A Perfect World
- 1992 – På heder och samvete
- 1987 - MacGyver (gästroll)
- 1986 – Liftaren
- 1986 – Local Hero